# M1064 (самохідний міномет)
M1064 — американський гусеничний самохідний міномет, що складається з міномета M121 — версії M120 (120-мм), встановлену на шасі M113.

## Конструкція
Конструкція складається з гармати M298, сошки M191 Bipod, базової пластини M9 і комплекту адаптації. Перші M1064 були перероблені з самохідних мінометів M106, чиї 107-мм міномети були замінені на 120-мм міномети.

## Галерея

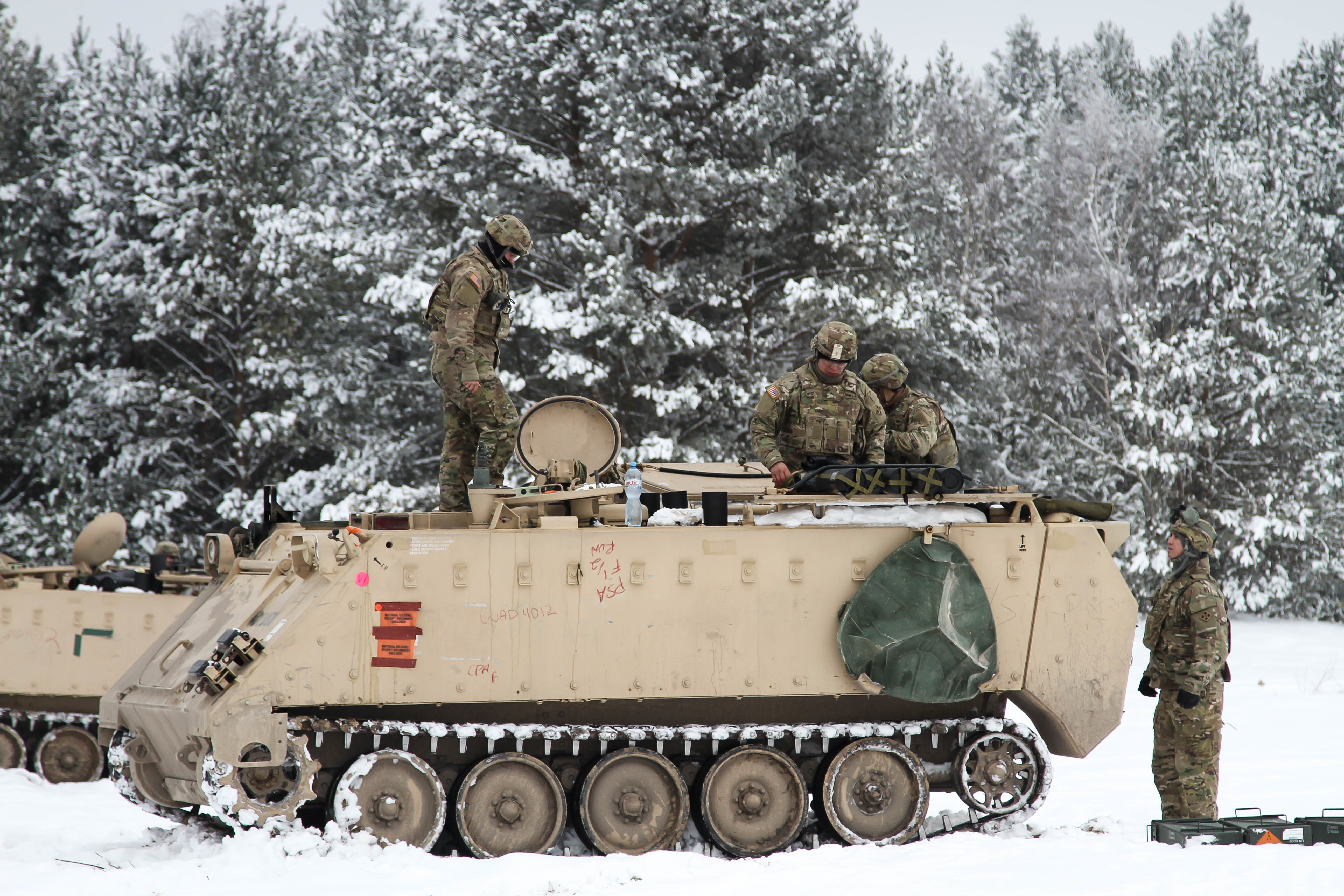
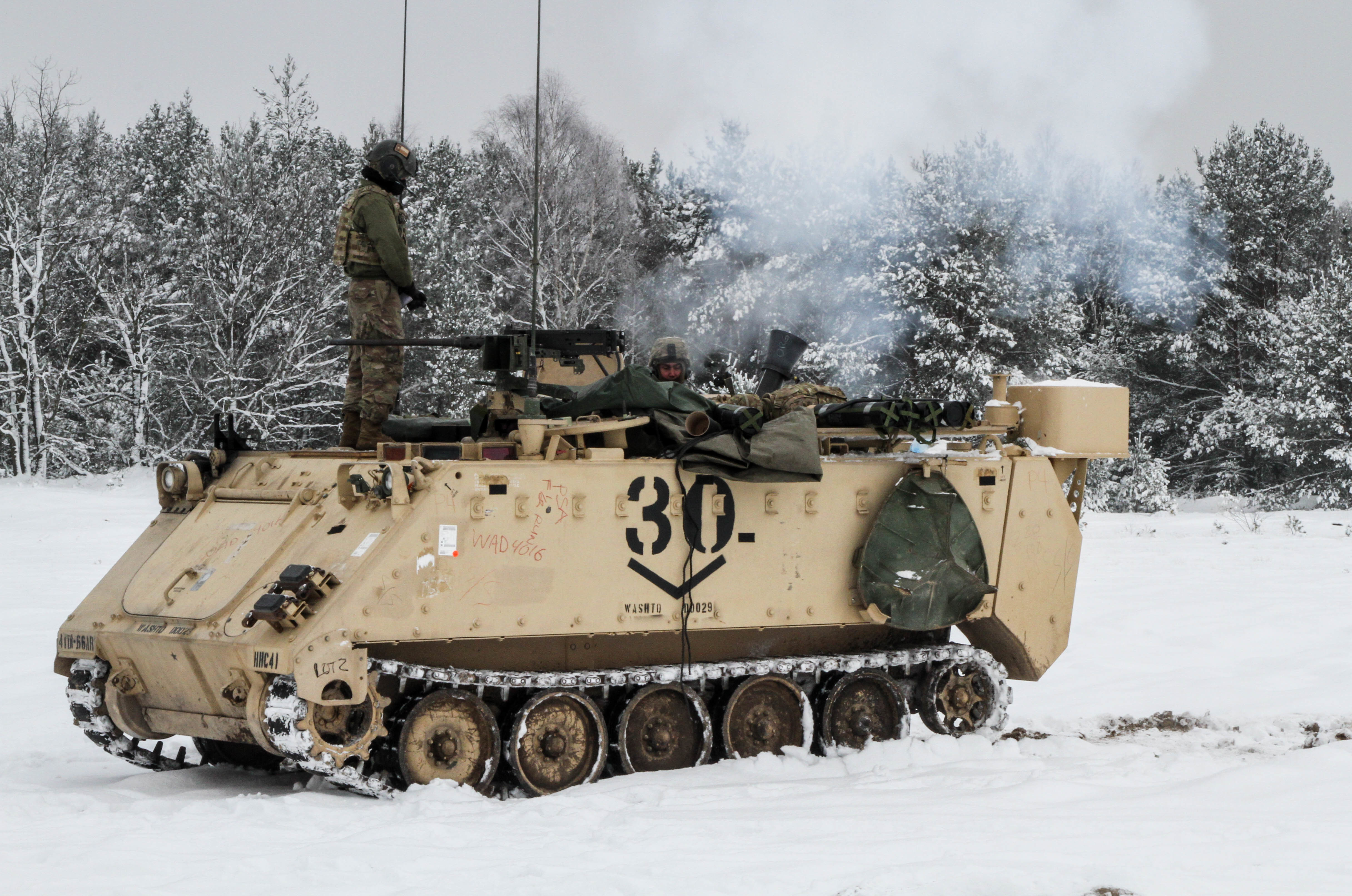
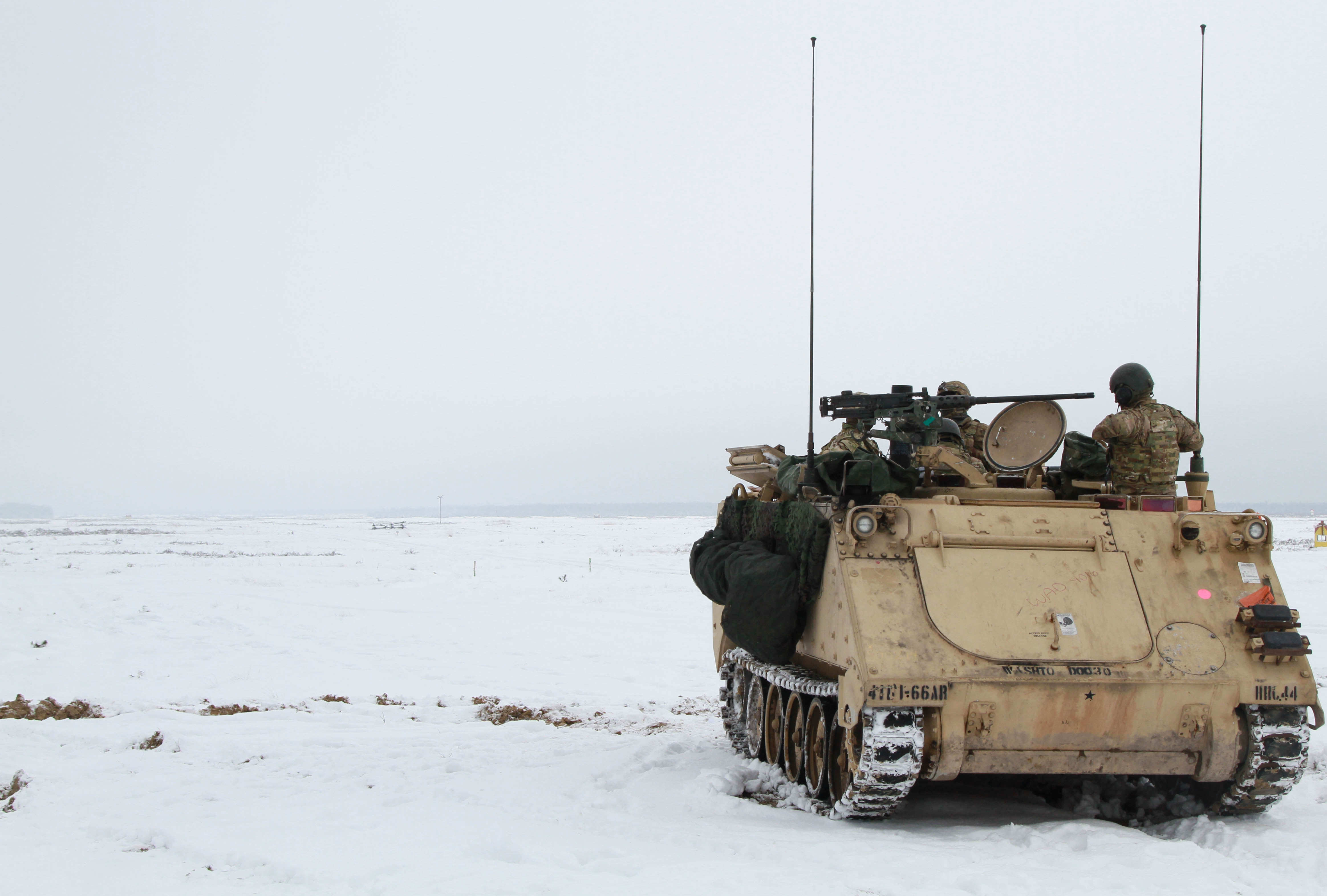
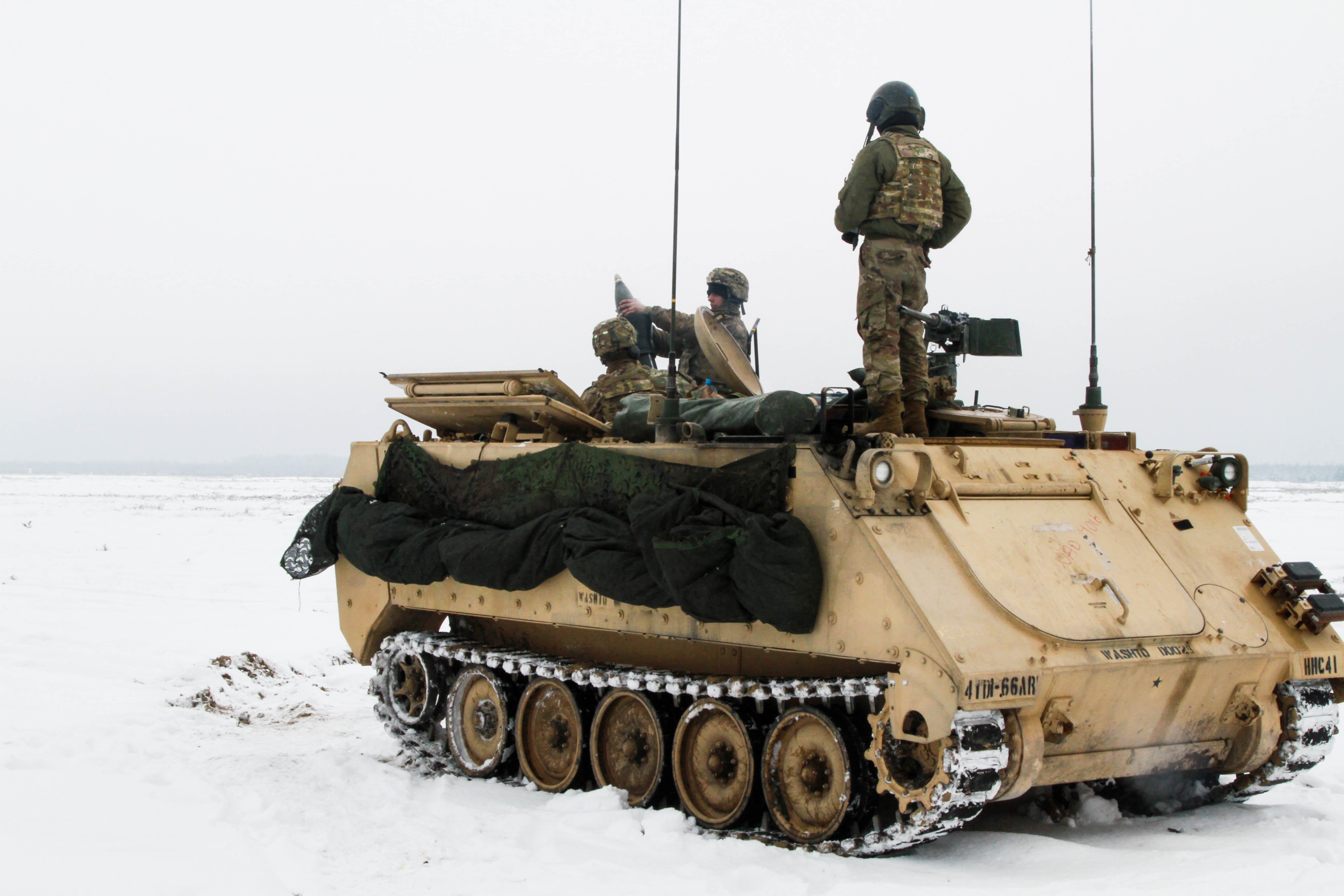
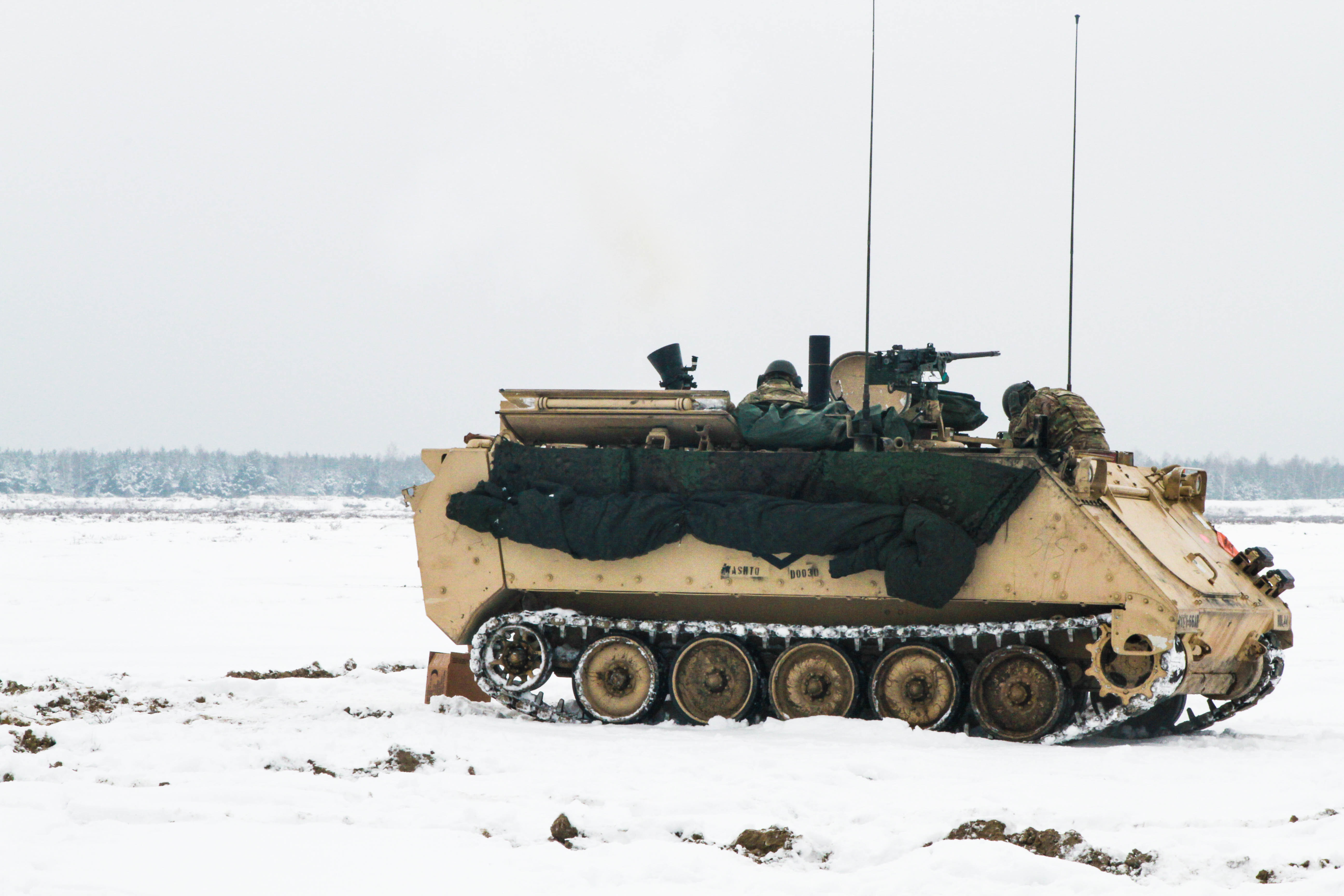
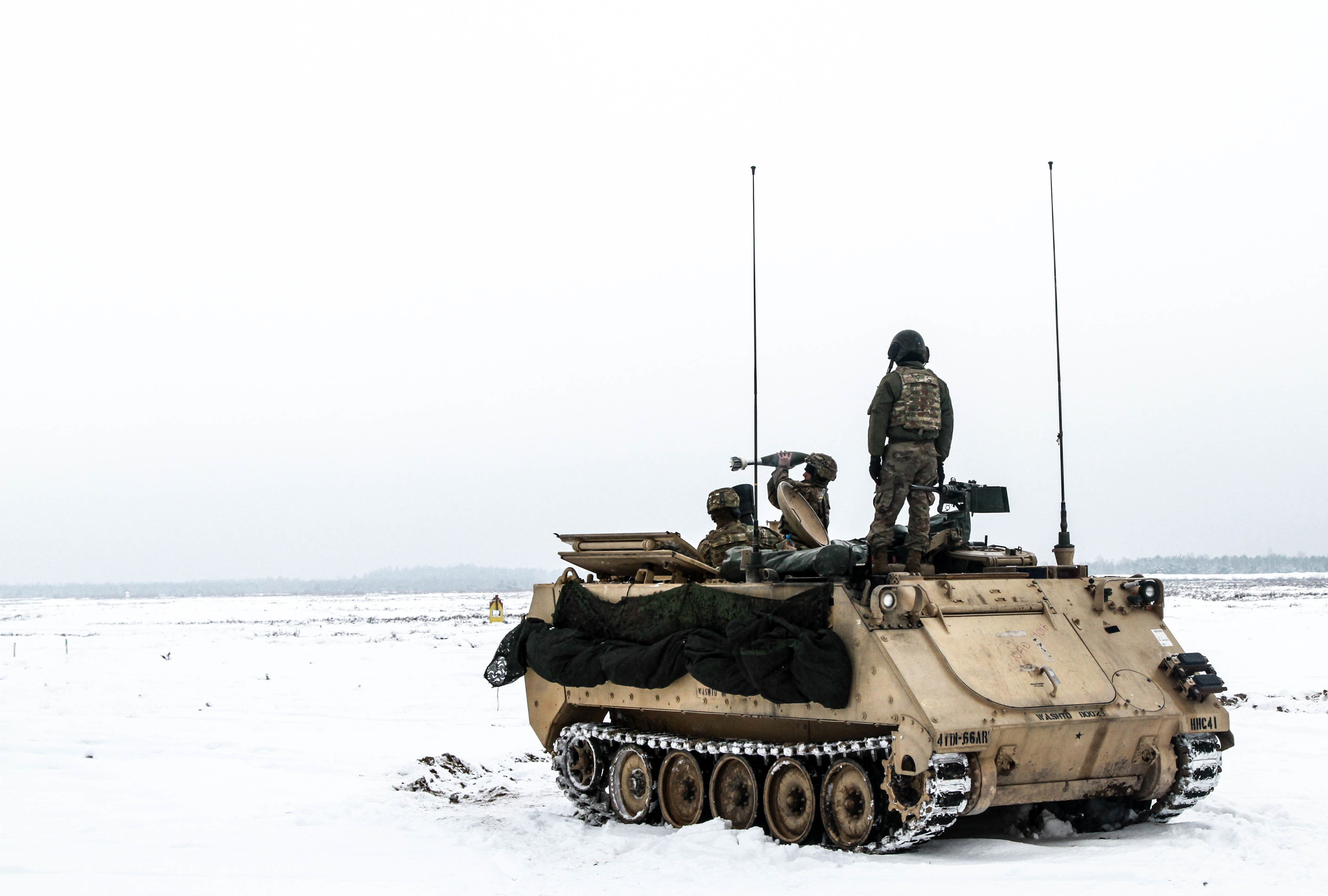

## Оператори

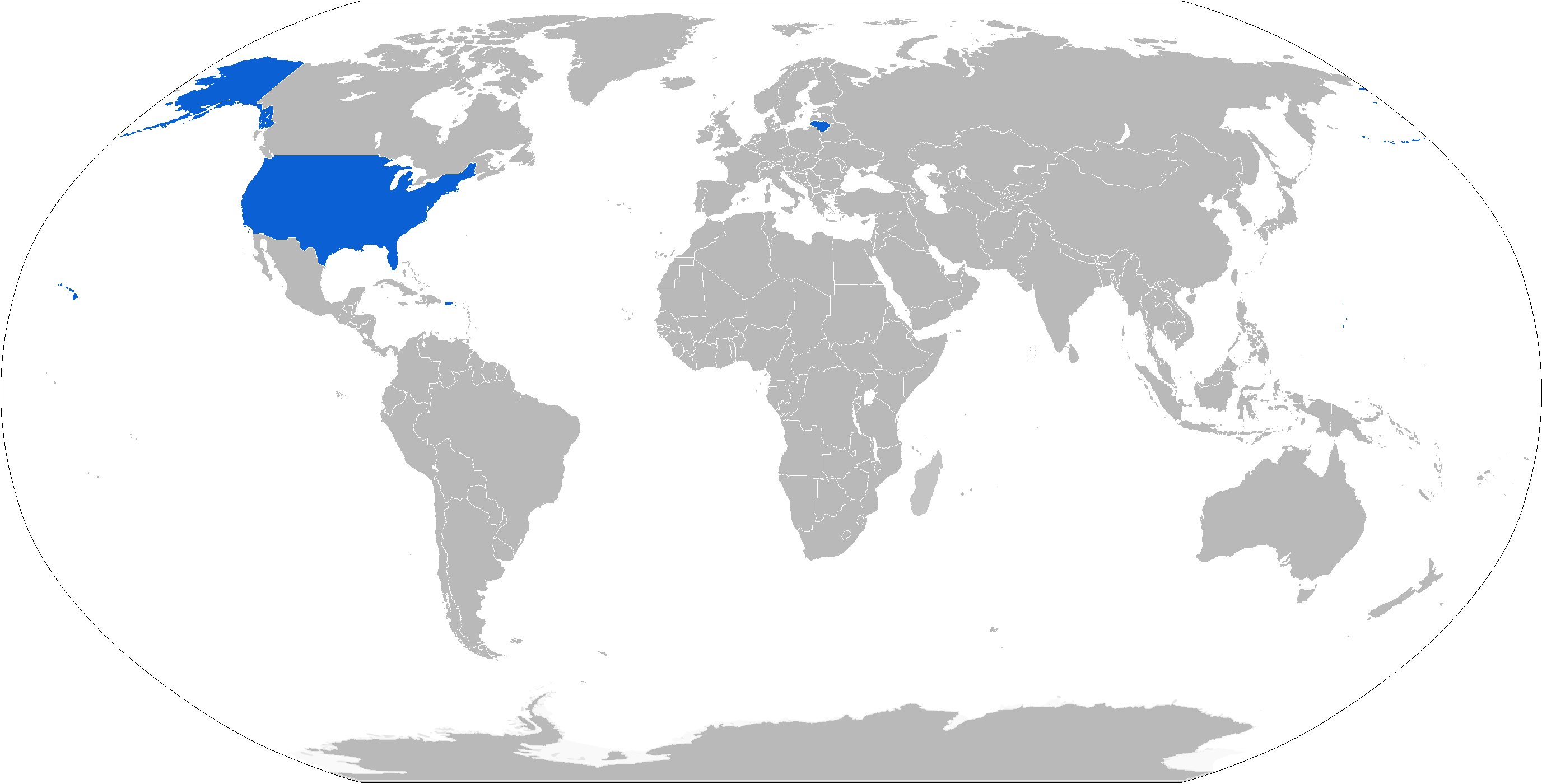
Мапа операторів самохідного міномета M1064 позначено синім кольором

### Поточні оператори
- Єгипет: 36 M1064A3[2].
- Таїланд: 12 M1064A3 замовлено в 1995 і доставлено в 1997[1][3].
- США: 1076 M120/M1064A3[4].